# Byron contra la Fundación Internacional Rajnísh
El Caso Byron contra la Fundación Internacional Rajneesh fue un litigio interpuesto en 1985 por Helen C. Byron, en Portland (estado de Oregón) contra la Fundación Internacional Rajneesh, la organización del gurú indio Bhagwan Sri Rasnish (actualmente conocido como Osho).

## Cronología
Byron se incorporó al Movimiento osho (en esa época llamado Movimiento rashnish) por su hija, Bárbara. Ella viajó a India para reunirse con su hija y la organización. Byron proveyó más de 300 000 dólares estadounidenses a la organización, y parte del dinero se utilizó para comprar un Rolls Royce blindado para Osho. Byron conversó con el jefe legal de la organización, Ma Anand Shila (Shila Silverman), y le pidió que su dinero le fuera devuelto, afirmando que se trataba de un préstamo. Según se dice, Shila le dijo que el dinero le sería devuelto una vez que el grupo se trasladara al estado de Oregón. Byron siguió a la organización en su ubicación en Oregón, conocido como Rashnishpuram, y pidió a través de un abogado que se le devolviera su dinero. En 1985, ella interpuso una demanda contra la organización en una tribunal federal, en la Corte de Distrito de los Estados Unidos para el Distrito de Oregón.
Ambas, Byron y Shila testificaron en el caso: Byron declaró que su dinero fue un préstamo a la organización para la compra de terrenos en India, y Shila dijo que era una donación a la organización. Una encuesta presentada por la organización de Osho en el caso, fue considerada poco fiable por el juez, debido a que la encuesta había sido realizada por voluntarios que eran miembros de la organización. El jurado falló a favor de Byron, y le concedió su dinero más una indemnización de daños y perjuicios. Luego de la decisión del jurado, Ma Anand Shila y un círculo de personas allegadas a Bhagwan Shri Rashnish en Rashnishpuram, reunieron en una lista negra a las personas implicadas en el caso, a las que planearon asesinar, incluyendo a Helen y a Bárbara Byron, así como al fiscal del Estado,Charles H. Turner, y al fiscal general de Oregón, David Frohnmayer. Shila y otros seguidores consiguieron armas de fuego en Texas y una identificación falsa en Nueva York, pero el complot nunca fue llevado a cabo.

## Peticiones de devolución de dinero por parte de Byron a Rashnish
Helen C. Byron, originaria de Santa Fe (Nuevo México), se incorporó en el Movimiento rashnish por su hija Bárbara J. Byron, quien anteriormente había ingresado al grupo en India.
Ella viajó a la India y se unió con su hija como una seguidora de Bhagwan Shri Rashnish en 1978.
En el movimiento de Osho, Helen Byron era conocida como Ma Idam Shunyo, y su hija Bárbara J. Byron como Makima.
Byron dio grandes sumas de dinero a Rashnish, y prestó o contribuyó más de 300 000 dólares a su grupo, el cual fue utilizado para comprarle un blindado Rolls Royce.
Byron solicitó que se le devolviera el dinero y afirmó que había sido un préstamo, y declaró que el jefe legal y presidente de la organización de Rashnish, Ma Anand Shila, le había pedido ese dinero solo de manera temporal.
Byron dijo que Shila era consciente de que Byron necesitaba el dinero de vuelta por necesidades especiales y tratamientos relacionados con su esclerosis múltiple.
James T. Richardson escribió en su libro del 2004 Regulating Religion (‘la regulación de la religión’) que «Ma Shila es acusada de haber evadido a la Sra. Byron, usando el argumento de que el grupo estaba a punto de trasladarse a Óregon, y que el dinero sería devuelto después de eso».
Bhagwan Shri Rashnish se trasladó a Oregón y Byron también, y comunicó a Rashnish a través de un abogado, que ella aún sigue solicitando la devolución de su dinero.
Según la Associated Press, Byron dejó la organización en 1984 después que Ma Anand Shila pidiera a los seguidores que actuaran en un estilo de vida con la que Byron no estuviera de acuerdo.

## Juicio Federal en Portland

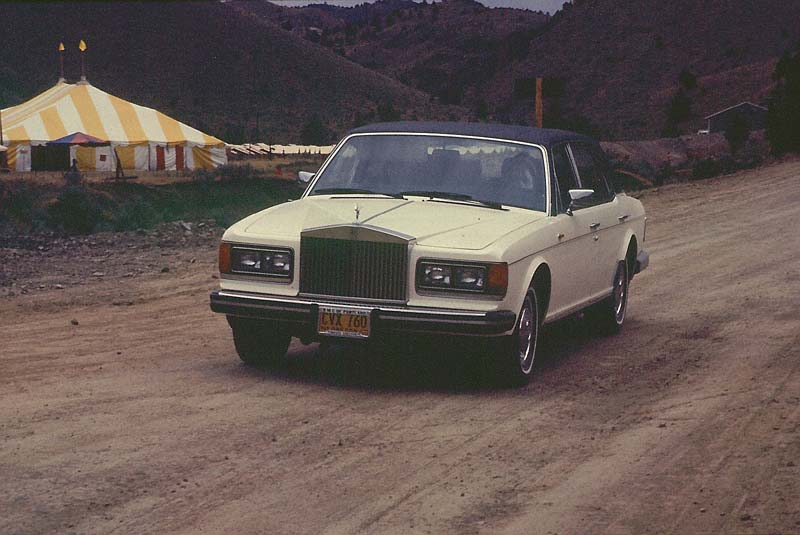
Osho (Bhagwan Shri Rasnísh) conduciendo uno de sus Rolls Royces en Rashnishpuram en 1982

Byron presentó una demanda contra la Fundación Internacional de Rashnísh alegando que ella había estafada por la organización, y la demanda procedió a un juicio por jurado de seis miembros en 1985 en la corte federal de distrito de Portland (Oregón).
La demanda de Byron incluía $309,990 que ella declaró que había dado como un préstamo a la Fundación Rashnísh, además de 80 000 dólares que había depositado en un banco rashnish, y $1.5 millones en Indemnización de daños y perjuicios.
Byron declaró en el juicio que los $309,990 fueron dados en 1980 como un préstamos a la Fundación Internacional Rashnísh para la compra de terrenos en Pune, India, y que los $80,000 era para ser mantenido en custodia, mientras que Ma Anand Shila declaraba que el dinero de Byron fue una donación y no un préstamo.
La Fundación Internacional Rashnísh presentó una encuesta en el caso, pero la encuesta fue realizada por miembros voluntarios de la misma organización.
Los participantes en la encuesta pudieron identificar a los voluntarios como miembros de la organización de Rashnísh, y el tribunal dictaminó que los resultados de la encuesta no eran fiables.
El juicio concluyó el 25 de mayo de 1985.
El jurado decidió que el dinero de Byron se le debe ser devuelto, además de $1.25 millones en indemnización punitiva contra la Fundación Internacional Rashnísh.
La cantidad total concedida a Byron por el jurado fue de $1.64 millones, y el jurado concluyó que Byron había sido engañada deliberadamente por Shila.
El jurado, integrado por tres mujeres y tres hombres, llegaron a la conclusión de que Ma Anand Shila cometió una violación «arbitraria» de la confianza de Byron, y que Byron había estado bajo la «dominación» de Shila.
El jurado llegó a su decisión después de pensar cuidadosamente durante dos horas.
Ma Anand Shila, la portavoz de Bhagwan Shri Rashnísh en aquel entonces, declaró que el veredicto del jurado muestra que «los rashnishes no pueden tener un juicio justo en Óregon».
Shila caracterizó el litigio como parte del plan del gobierno para «destruir a los rajnishes» utilizando el «veneno» de exseguidores, y dijo que la organización podría apelar el veredicto.
La portavoz de Rajnísh, Ma Prem Isabel, declaró: «Creo que, básicamente, los oregoneses están tratando de traer su intolerancia al tribunal, y hasta ahora lo están haciendo bastante bien. Veremos cómo lo hacen en la apelación. Esto es una cacería de brujas como nunca antes vi. Sé que el Gobierno está detrás de esta comunidad».
El abogado rajnishe Swami Prem Niren (Philip J. Toelkes) alegó ante el Tribunal de Distrito de los Estados Unidos para el Distrito de Oregón en noviembre de 1985 que la situación financiera de la organización de Osho era tal que necesitaría mucho tiempo para vender activos y conseguir capital.
Él intentó bloquear la ejecución de la sentencia del jurado contra la organización.
El juez Owen Panner dictaminó que el juicio y la garantía para pagar se mantendría, debido a las inseguras circunstancias financieras de la organización de Osho.
Byron recibió $975,000 del juicio del 27 de noviembre de 1985.
Judge Panner se negó ordenar a Byron de devolver los fondos a la organización de Osho.
Según el abogado de Byron, los rashnishes pagaron la mayor parte de la sentencia mediante la entrega de un edificio en el sur de California, propiedad de la organización.
Según Richardson, esto se hizo en parte para evitar el proceso de apelación, ya que los rashnishes en ese entonces estaban ocupados enfrentando una plétora de otros asuntos legales.
Richardson señala que «en todos los puntos discutidos de los hechos en el caso, el jurado se puso de lado del demandante, la Sra. Byron, y decidieron también castigar mediante la concesión de la indemnización punitiva».
El jurado también concedió a Byron la devolución de dinero para los cuales no existían registros.

## Complot de asesinato
Luego de la decisión del jurado, Ma Anand Shila reunió un círculo interno de al menos tres o cuatro mujeres seguidoras de Osho en Rashnishpuram y armaron una lista negra de los enemigos de la organización.
En total, la exsecretaria personal de Bhagwan Shri Rashnísh junto con otros tres planearon asesinar a nueve personas.
Esta lista incluía un periodista del periódico The Oregonian de Portland, Leslie Zaitz; el fiscal del estado Charles Turner, el fiscal general David Frohnmayer, la exsecretaria de Rajnísh, Laksmi Thakarsi Kuruwa (Ma Yoga Laksmi); y Helen Byron junto con su hija Bárbara que había testificado a su favor en el juicio.
Inicialmente Frohnmayer estaba destinado a ser la primera víctima de asesinato, pero Turner se convirtió en el blanco principal porque los seguidores creyeron que pronto iba a ver un procesamiento federal contra la organización.
Shila y otras tres personas compraron armas en Texas, consiguieron una falsa identificación en Nueva York, y aguardaron cerca de la casa de Turner en Portland.
Además de Shila, otros seguidores se involucraron, presuntamente, Ma Shanti Bhadra (Catherine Jane Stork) y Ma Yoga Vidya (Ann Phyllis McCarthy).
El complot de asesinato contra Turner nunca se llevó a cabo, y las acciones contra los demás de la lista nunca fueron ejecutadas en su totalidad.

## Citas
1. 1 2 3 4 5 6  UPI staff (2 de noviembre de 1985), «Report says Rajneesh 'hit squad' included government officials», United Press International: Domestic news.
2. 1 2 3 4 5 6 7  Richardson, 2004, p. 483
3. 1 2 3 4 5  Associated Press (25 de mayo de 1985), «Jury Awards Woman $1.5 Million», The Associated Press: Saturday, AM cycle.
4. 1 2 3 4  Associated Press (25 de mayo de 1985), «Jury Awards Former Disciple of Guru $1.65 Million», The Associated Press: Saturday, PM cycle.
5. 1 2 3 4 5 6  Times Staff News Services (25 de mayo de 1985), «Northwest Today: Woman wins lawsuit against Rajneesh Foundation», The Seattle Times: D8.
6. ↑  Hale, Sally Carpenter (1 de enero de 1986), «As predicted, a juicy year at Rajneeshpuram», The Associated Press: Domestic News.
7. ↑  Gillins, Peter (25 de mayo de 1985), «Scientology attorneys seek to overturn $39 million judgment», United Press International: Domestic News.
8. 1 2 3 4 5 6 7  Associated Press (29 de noviembre de 1985), «Guru's Invitation Gets Few Takers — 'It Doesn't Excite Me,' Says Disciple», The Seattle Times: D14.
9. ↑  Houston Chronicle staff (26 de mayo de 1985), «National Briefs», Houston Chronicle.
10. 1 2  Morgan, 1990, p. 66
11. ↑  Associated Press (26 de mayo de 1985), «$1.6 Million in Guru Suit», The New York Times (The New York Times Company): 16.
12. 1 2 3  Lerten, Barney (25 de mayo de 1985), «United Press International — 25 de mayo de 1985, Sabado, AM cycle», United Press International: Domestic News.
13. 1 2 3  Richardson, 2004, p. 484
14. ↑  Moore, 2007, p. 377
15. 1 2 3 4 5  Times Staff News Services (3 de noviembre de 1985), «Assassination plot by ex-rajneeshees reported — Portland Paper Says 9 On 'Hit List,' Including 5 Officials», The Seattle Times: E8.
16. 1 2  Moore, 2007, p. 378
17. ↑  The Oregonian staff (30 de diciembre de 1985). «Special unit of Rajneeshees dedicated to 'dirty tricks'». The Oregonian (Oregon Live, www.oregonlive.com). Consultado el 9 de julio de 2011.
18. ↑  Carter, 1990, p. 222

## Lectura adicional
- Byron v. Rajneesh Foundation Intern., 634 F.Supp. 489 (D.Or.24 de octubre de 1985) (NO. CIV. 84-857-PA).
- Byron, Helen (2003), Nothing Too Much: One Woman. Many Circles., iUniverse, pp. 83, 146, ISBN 0595289630.